# Ока Масафумі
Сіндзі Ока або Масафумі Ока (яп. 岡真史; 30 вересня 1962 року — 17 липня 1975 року) — юний японський поет-самогубець.
Наклав на себе руки, зістрибнувши з даху, щоб дізнатися, що буде після смерті. Його талановиті вірші були опубліковані в посмертному збірнику «Мені 12 років» (яп. ぼくは12歳 Боку ва дзюнісай) 1977 року. Книга викликала резонанс: на тексти з неї був записаний музичний альбом (музика Юдзі Такахасі, виконавець Тінацу Накаяма; 1977, перевипущено в 2006 році), доля Окі стала відправною точкою для вистави «Зелене чудовисько» (яп. みどりのかいじゅう), поставленого в 2008 році в рамках Міжнародного фестивалю вистав для дітей та юнацтва в Осаці.
Як зазначає у своїй книзі «Письменник і самогубство» Борис Акунін,

Юнак, все єство якого сповнене життям, що набирає силу, насправді не вірить у свою смертність. Багато юних самогубців могли б повторити слідом за 12-річним японським поетом Синдзі Ока (1962—1975), який зістрибнув з даху, щоб подивитися — «що буде»:
Я, напевно, помру.
Та ні ж, не помру я!
Насправді багатьом з них хочеться не померти, а пограти в смерть.